# Hypocrita herrona
Hypocrita herrona là một loài bướm đêm thuộc phân họ Arctiinae, họ Erebidae.